# Martina Klein
 (novembre 2018).
Si vous disposez d'ouvrages ou d'articles de référence ou si vous connaissez des sites web de qualité traitant du thème abordé ici, merci de compléter l'article en donnant les références utiles à sa vérifiabilité et en les liant à la section « Notes et références ».
Pour les articles homonymes, voir Klein.
Martina Klein Korin, née à Buenos Aires le 7 décembre 1976), est un mannequin, animatrice de télévision et comédienne argentine.

## Biographie
Née en Argentine, elle s'installe à Barcelone quand elle avait 12 ans et commence ses premiers castings à l'âge de 15 ans. Elle a été aux plus importants événements de mode (aux Fashion Weeks de Milan, de Paris, de New York, ...) et a participé à plusieurs campagnes publicitaires (Yves Rocher, El Corte Inglés, Trident, Mango, Wella, Pronovias, Don Algodón, ...) ou de magazines de mode (Cosmopolitan, Elle, Marie Claire, ...).
Elle a eu une relation sentimentale avec le chanteur espagnol Álex de la Nuez (1999-2008) et ils ont eu un fils en 2005. Elle a maintenant une relation avec le tennisman Àlex Corretja et ils ont eu une fille en 2017.

## Filmographie

### Cinéma
- 2002 : Raíces de sangre
- 2011 : Águila Roja: la película
- 2015 : Solo química

### Clip vidéo
- 1998 : Si tú no vuelves de Miguel Bosé

### Séries télévisées
- 1998-1999 : Les mil i una
- 2006-2007 : Las Mañanas de Cuatro
- 2007 : Planeta Finito
- 2008 : Celebritis
- 2010-2011 : El club del chiste
- 2015 : ADN MAX